# Clupea bentincki
Clupea bentincki és una espècie de peix de la família dels clupeids i de l'ordre dels clupeïformes.

## Morfologia
- Els mascles poden assolir 28,4 cm de llargària total.[2]
- És de color blau fosc a la zona dorsal i blanc platejat a la part ventral.
- Les aletes són translúcides.[3][4]

## Reproducció
Té lloc entre juny i novembre (quan assoleix una longitud de 10 cm). Els ous i les larves són planctòniques.

## Alimentació
Menja plàncton, especialment diatomees.

## Subespècies
- Strangomera bentincki bentincki (des de Talcahuano cap al sud)
- Strangomera bentincki cuga (des de Valparaíso fins a Talcahuano)[6]

## Hàbitat
És un peix pelàgic i marí que es troba fins als 70 m de fondària i a latituds subtropicals (32°S - 36°S, 73°W - 70°W).

## Distribució geogràfica
Es troba al Pacífic sud-oriental: Xile.

## Vàlua comercial
És utilitzat per a fer farina de peix.